# 10182 Дзюнкобівакі
10182 Дзюнкобівакі (10182 Junkobiwaki) — астероїд головного поясу, відкритий 20 березня 1996 року.
Тіссеранів параметр щодо Юпітера — 3,555.
Названий на честь Дзюнко Бівакі (Junko Biwaki) (нар. 1914) — учительки початкової та середньої школи в префектурі Ямагуті протягом 43 років, починаючи з 1933 року. Вона була дуже активна в підвищенні якості освіти та статусу жінок.